# ماريون كانون
ماريون كانون (بالإنجليزية: Marion Cannon)‏ هو سياسي أمريكي، ولد في 30 أكتوبر 1834 في الولايات المتحدة، وتوفي بنفس المكان في 27 أغسطس 1920. حزبياً، نشط في حزب الشعب. انتخب عضو مجلس النواب الأمريكي.